# Myopsyche langi
Myopsyche langi là một loài bướm đêm thuộc phân họ Arctiinae, họ Erebidae.